# Big Gold Belt

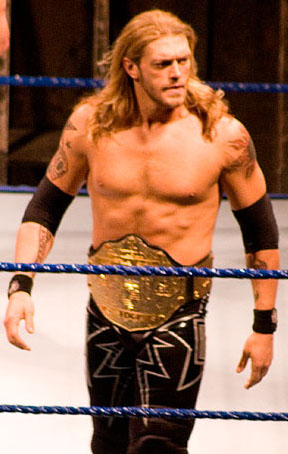
Edge met de Big Gold Belt als WWE World Heavyweight Champion in 2009.

De Big Gold Belt is een historische kampioenschapsriem voor professioneel worstelen die meerdere wereldkampioenschappen heeft vertegenwoordigd in heel zijn geschiedenis. 
Het werd in 1985 oorspronkelijk ontworpen door zilversmid Charles Crumrine en in opdracht van Jim Crockett Promotions voor het NWA World Heavyweight Champion Ric Flair. De riem heeft drie grote gouden platen en was het eerste kampioenschapsriem met een naamplaatje waarop de regerend kampioen vermeld kon worden. De originele riemontwerp werd bekend als merkloos, omdat er alleen "World Heavyweight Wrestling Champion" op te lezen was en het geen initialen of handelsmerk van de promotie-eigenaar droeg. 
In 2003 voegde het bedrijf World Wrestling Entertainment (WWE) zijn logo toe aan het ontwerp voor het auteursrecht doeleinden. Naar aanleiding van de invoering van de riem in WWE was het onderscheidende naamplaatje het kenmerk van de Big Gold Belt. Het werd al snel opgenomen in de nieuwe gordelontwerpen van de andere WWE-kampioenschappen.

## Geschiedenis
De Big Gold Belt vertegenwoordigde een aantal wereldtitels in het professioneel worstelen.
- 1985-1991: NWA World Heavyweight Championship
- 1991-1991: WCW World Heavyweight Championship
- 1993-1994: WCW International World Heavyweight Championship
- 1994-2001: WCW World Heavyweight Championship
- 2001-2002: Undisputed WWF Championship (samen met het WWF Championship)
- 2002-2014: WWE World Heavyweight Championship